# 鷲の巣古城街道

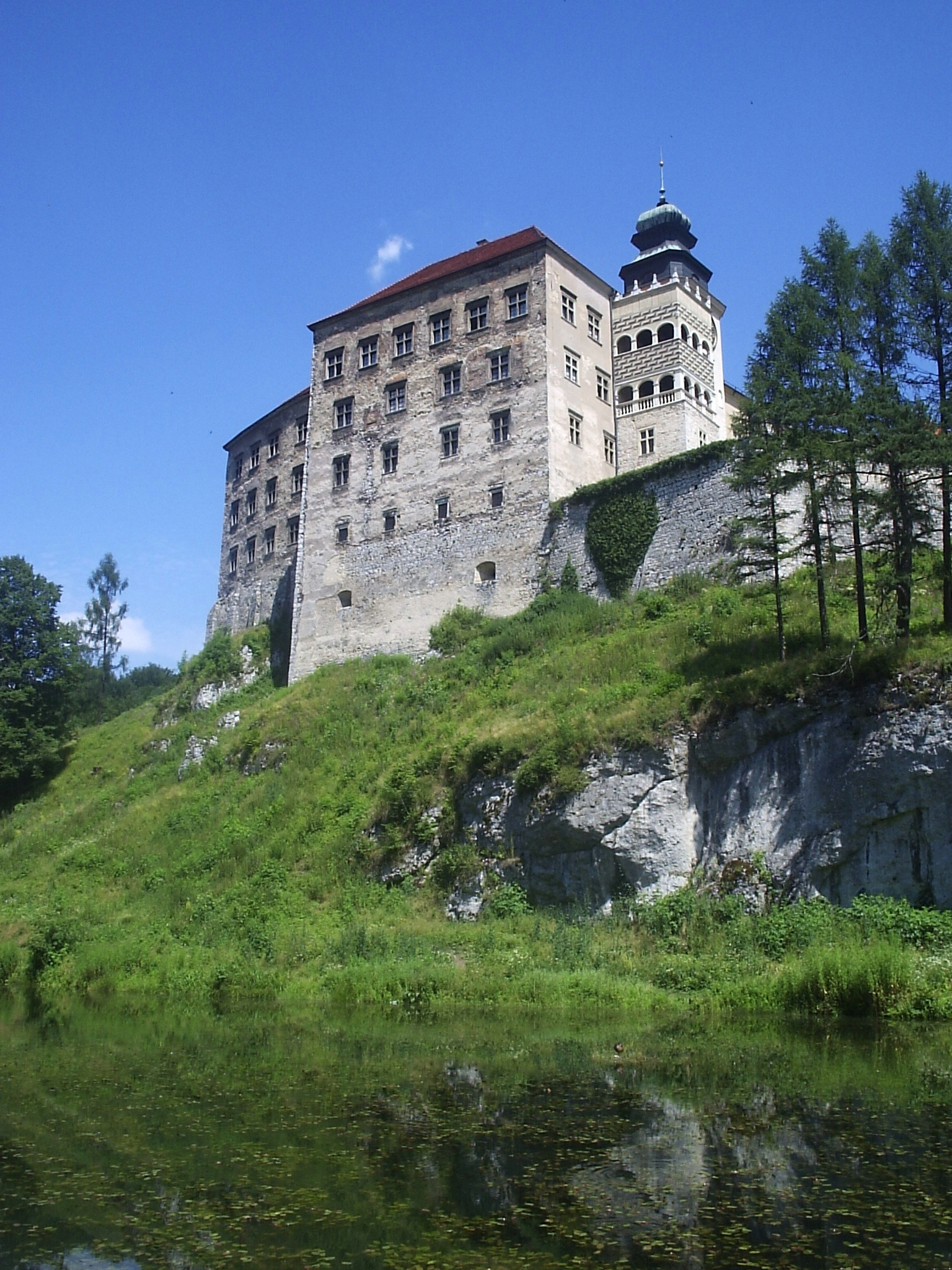
ピェスコヴァ・スカワ城

鷲の巣古城街道（鷲の巣街道、ポーランド語Szlak Orlich Gniazd）はチェンストホーヴァとクラクフの間を結ぶポーランド南西部の古城街道で、この観光ルートは中世の25の古城を結んでいる。この街道はクラクフのヤギェウォ大学の経済学部教授で観光学を専門としていたカジミェシュ・ソスノフスキ（1875-1954）の発案で整備された。
ドイツからチェコにつながっている「ドイツ古城街道」のルートは「鷲の巣古城街道」の近くまで来てはいるが、この両者は接続はしていない。後述の歴史による地理上の非連続性のため。

## 命名
街道上にある古城の大半は14世紀にカジミェシュ3世「大王」の命で新たに建築されたものか、あるいは以前からあった城がさらに強固に改築されたもの。街道の名前が「鷲の巣」とされたのは、これらの古城がみな「ポーランドのジュラ山地」と呼ばれる、クラクフ・チェンストホーヴァ高地のジュラ紀の巨大な石灰岩でできた崖、侵食残丘、渓谷の高所に、まるで鷲たちが巣を作るように建てられているから。
ポーランドの国章には白鷲が描かれており、鷲はポーランドの象徴でもある。

## 鷲の巣街道の古城と歴史

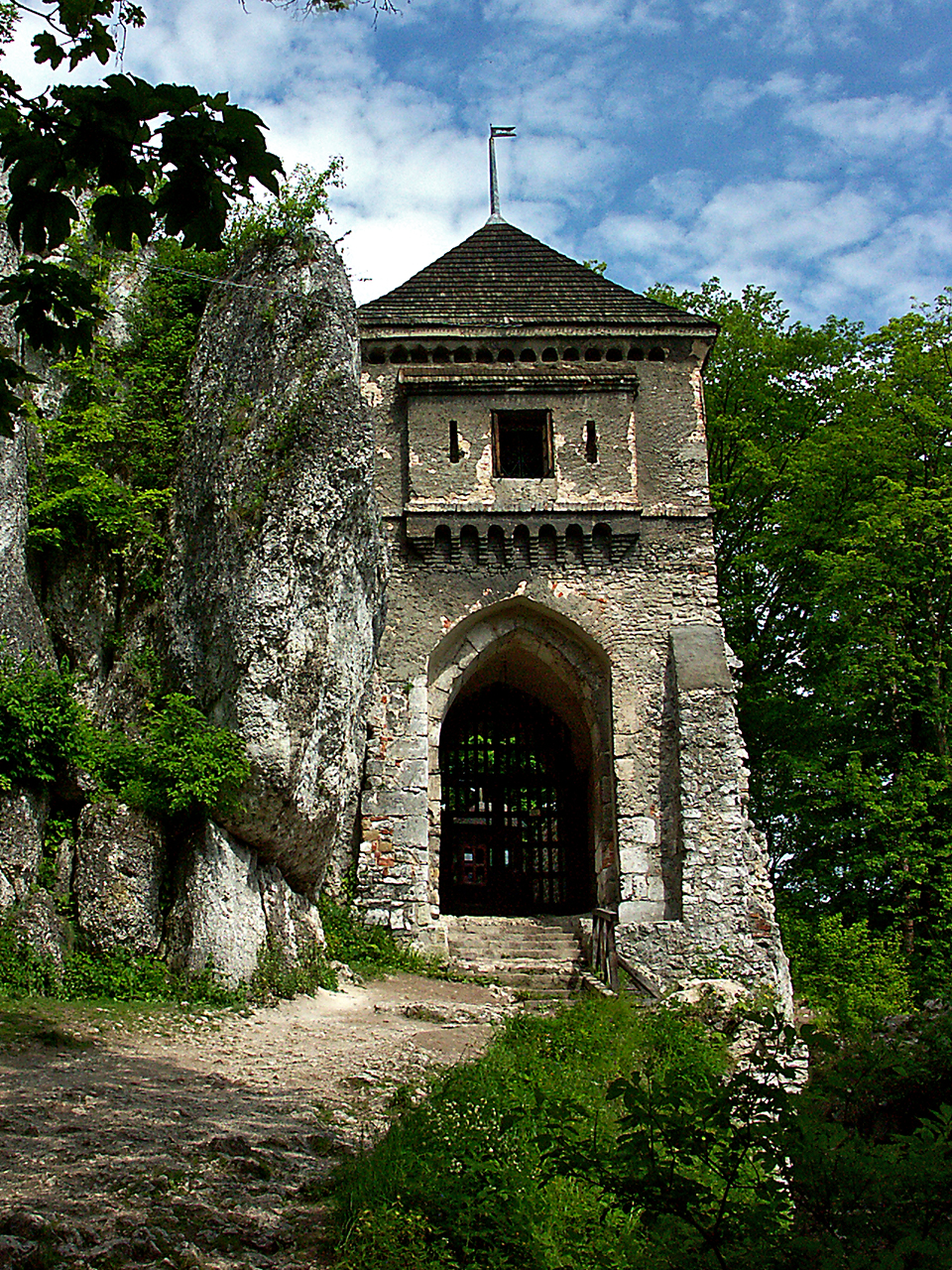
オイツフ城の城門

鷲の巣街道の古城（ポーランド語Orle Gniazda）の多くは景観の良い廃城であり、チェンストホーヴァから古都クラクフまでの間の周囲で最も高い岩壁の高所にある。これらの城のほとんどは14世紀まで遡るもので、当時の王国首都クラクフのほか主要な貿易ルートを外国の侵略者から守る目的で建てられた。その後それぞれの城はポーランド貴族たちの私有となっていった。
この城の建てられた一帯を含むシレジア地方では14世紀当時、ポーランド王国とボヘミア王国が領有権を巡って長年にわたって激しく争っていた。カジミェシュ3世大王はポーランド王に即位すると、（当時すでにボヘミア王国を領有していた）神聖ローマ帝国の皇帝カール4世と休戦協定を締結し、「朕は王としてシレジアの係争地域を永久に要求しない」としてこの地一帯の帰属問題を一旦棚上げにした。この休戦協定によりボヘミア王国はシレジア地方の多くの地域を実効支配することとなった。このときカジミェシュ3世はポーランド王国の主要都市と貿易ルートを守るための軍事上の防衛ラインを築くことにした。そこでその防衛ラインに建てられたのがこの街道上の各地の城である。

## 観光街道の整備
25の城を巡るこの街道はポーランドで最も人気のある観光街道で、全長は163kmある（自転車用ルートは全長188km）。この街道一帯の多くの地域は1980年より「鷲の巣景観公園」として自然や景観の保護が行われている。
街道上の城は廃墟になっているものも多いが、一見は廃墟でも内部が綺麗に改装されて博物館、ホテル、レストラン、カフェ、劇場などとして営業しているものもあり、結婚式などのパーティーで使われることも多い。所有者の旧シュラフタ（シュラフタとはポーランド貴族のこと、ポーランドでは貴族制度は1918年に廃止）や自治体が民間の運営業者に貸し出してホテルや飲食店などの営業を行っていることが多い。
この鷲の巣街道よりもさらに東方数百キロのはるか遠くウクライナ西部地域までも山地に沿って旧ポーランド王国の中世の古城が建ち並んでいるが、それらはまだ鷲の巣街道とつながった観光ルートが整備されておらず、それぞれの城ごとに保存・整備されている。

## ギャラリー

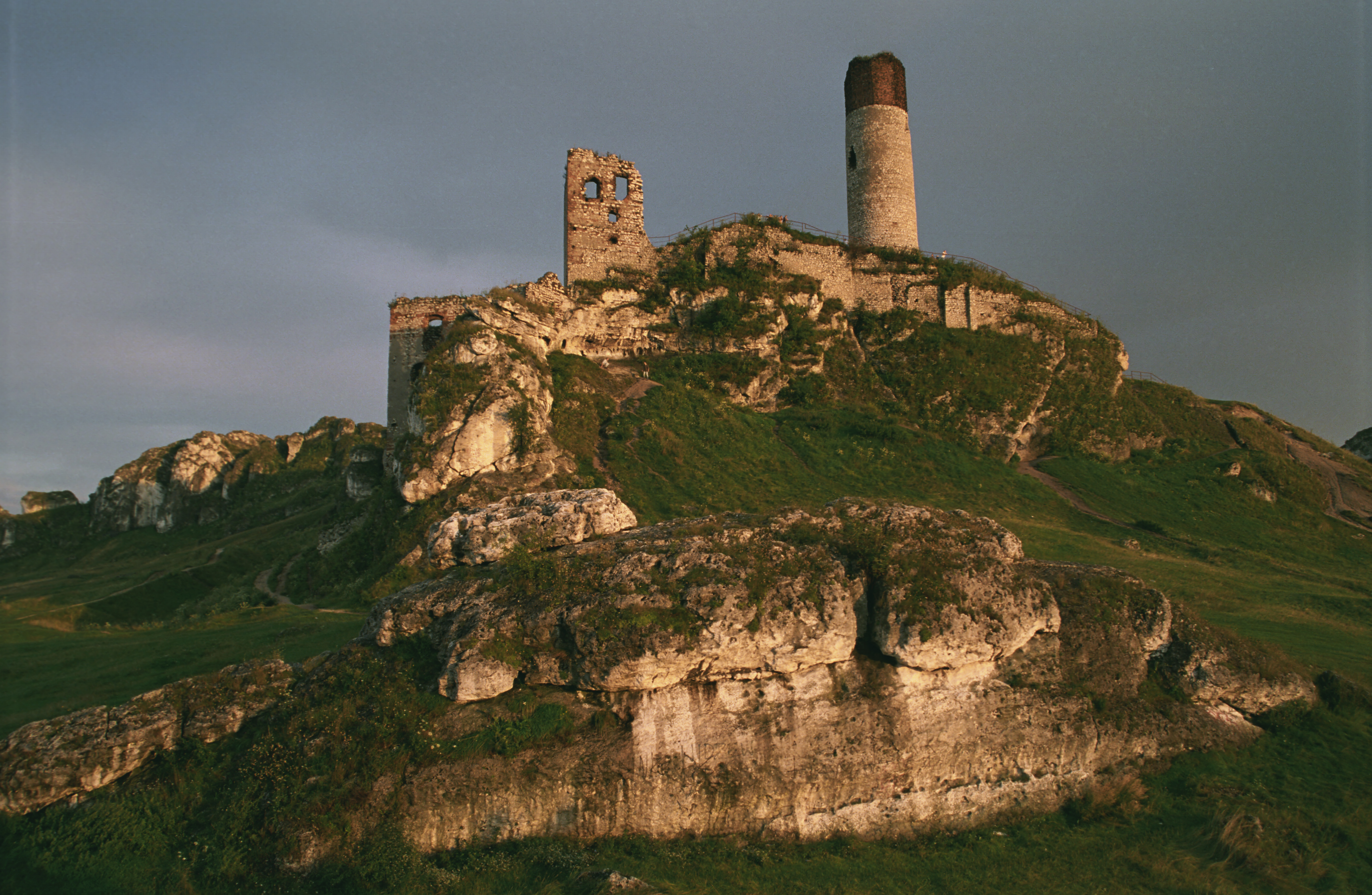
オルシュティン（シロンスク県のオルシュティン）
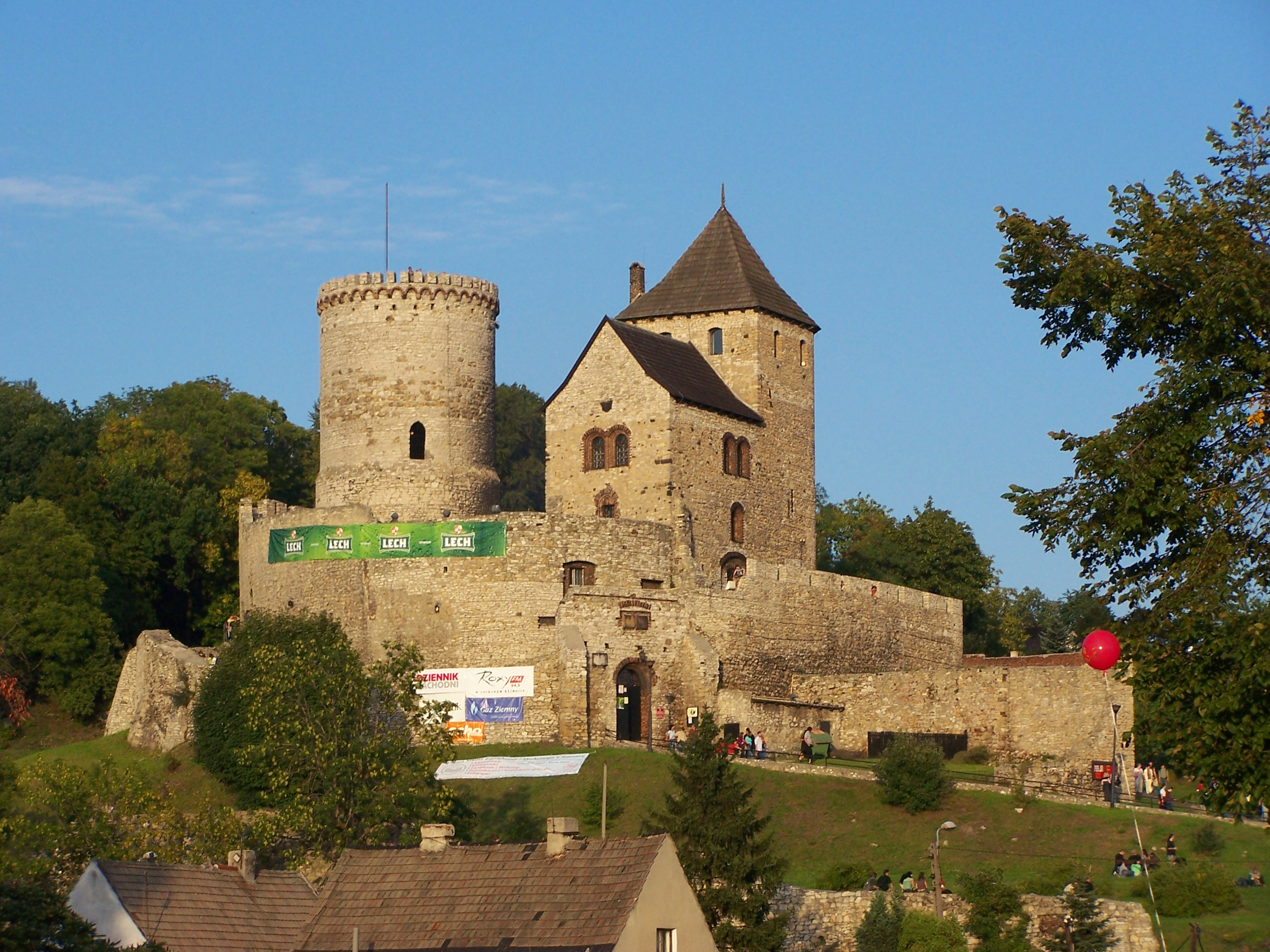
ベンジン城
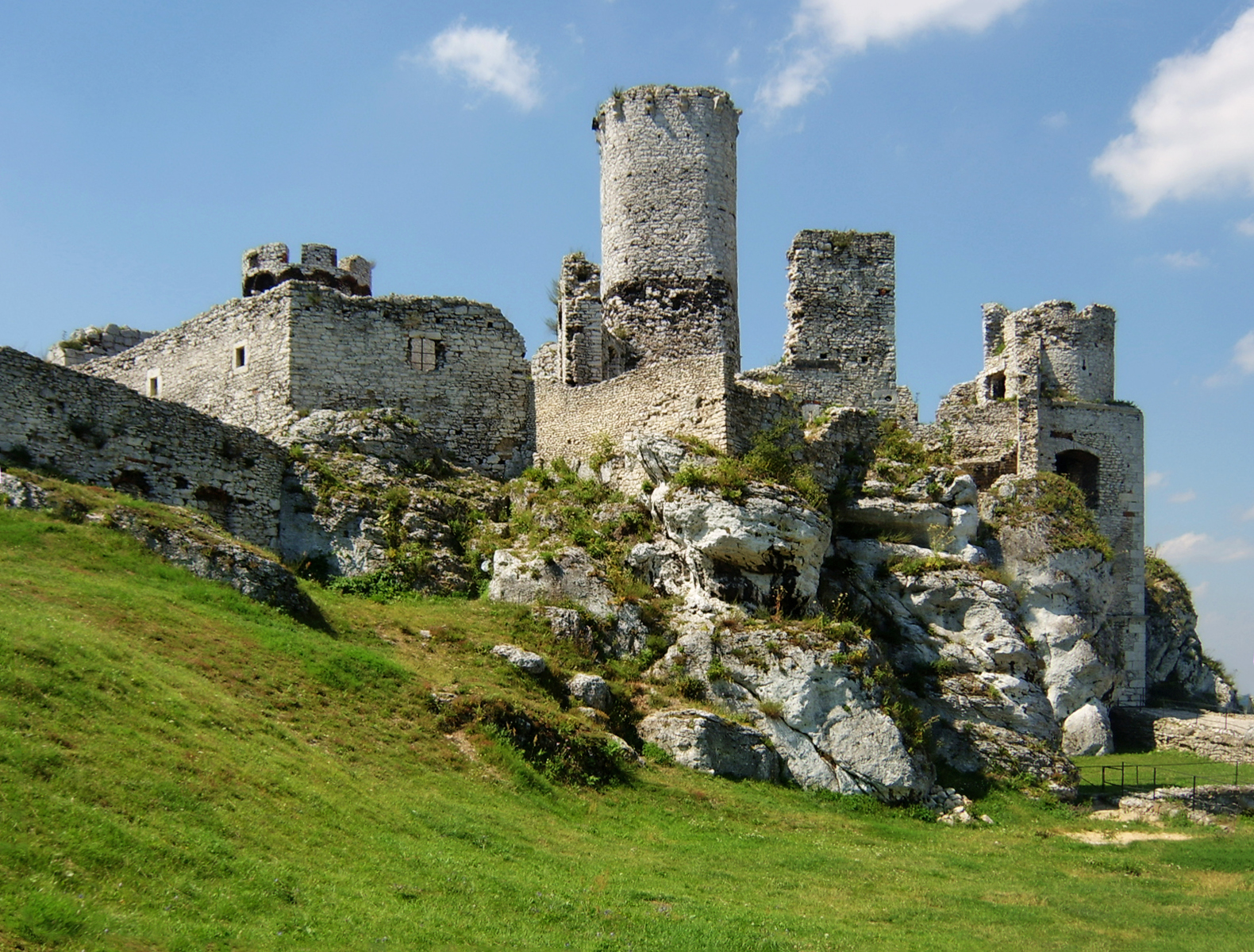
オグロジェニエツ城
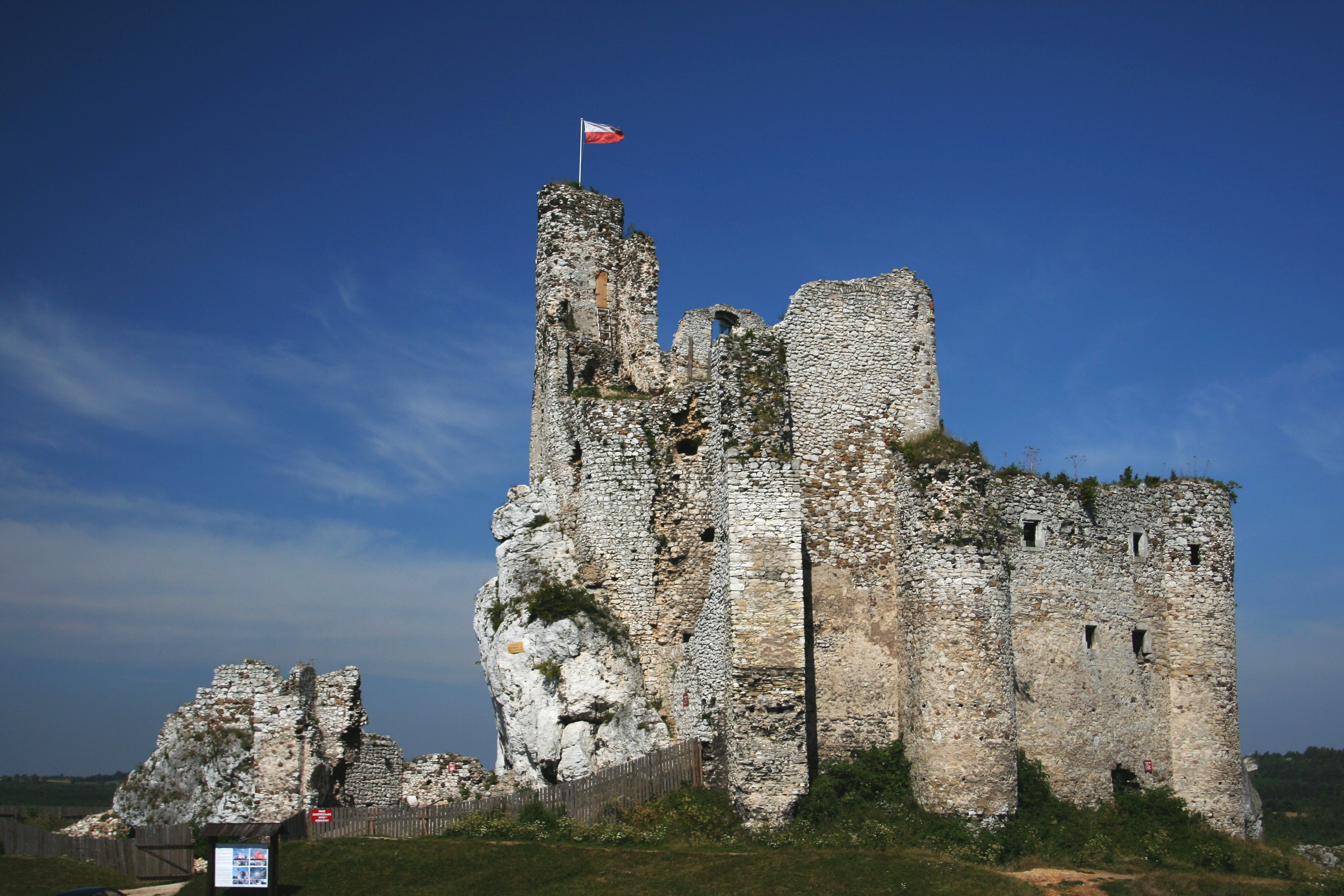
ミルフ城
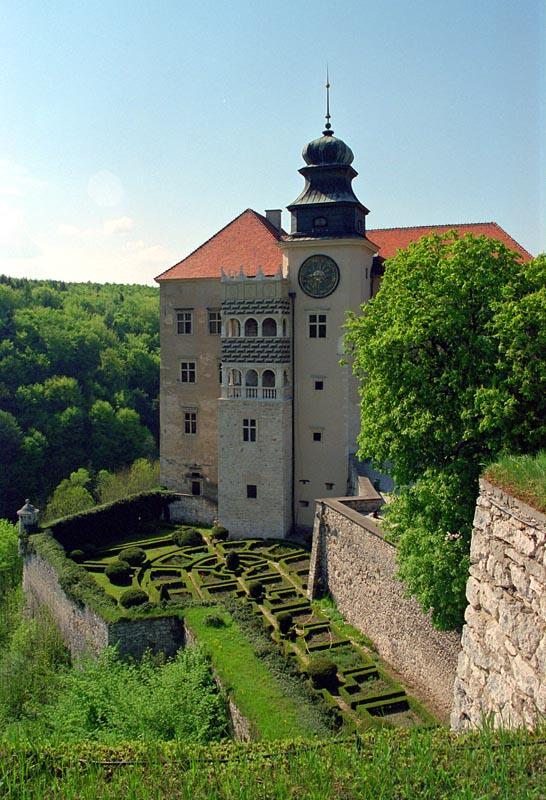
ピェスコヴァ・スカワ城
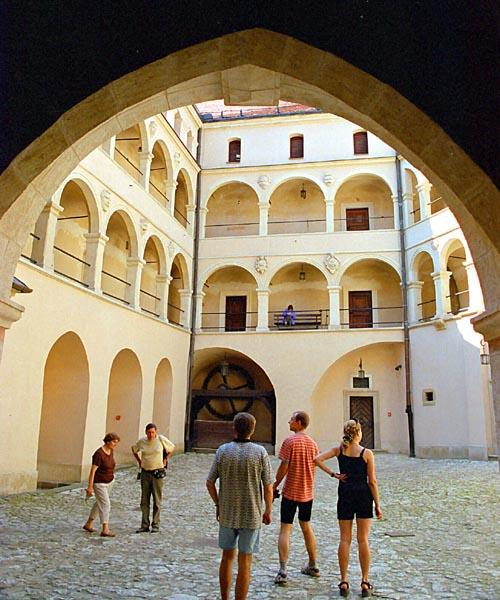
ピェスコヴァ・スカワ城
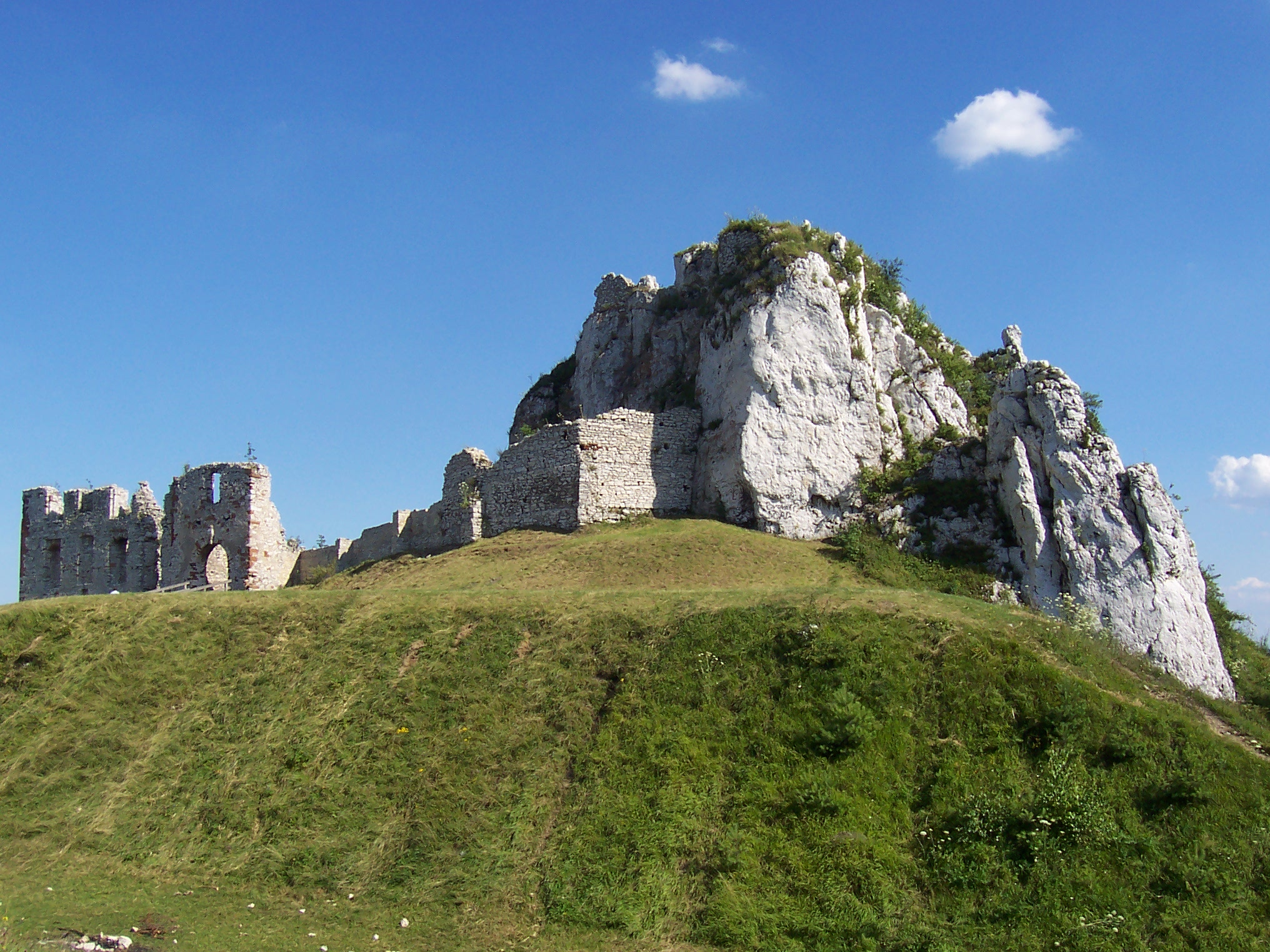
ラプシュティン城
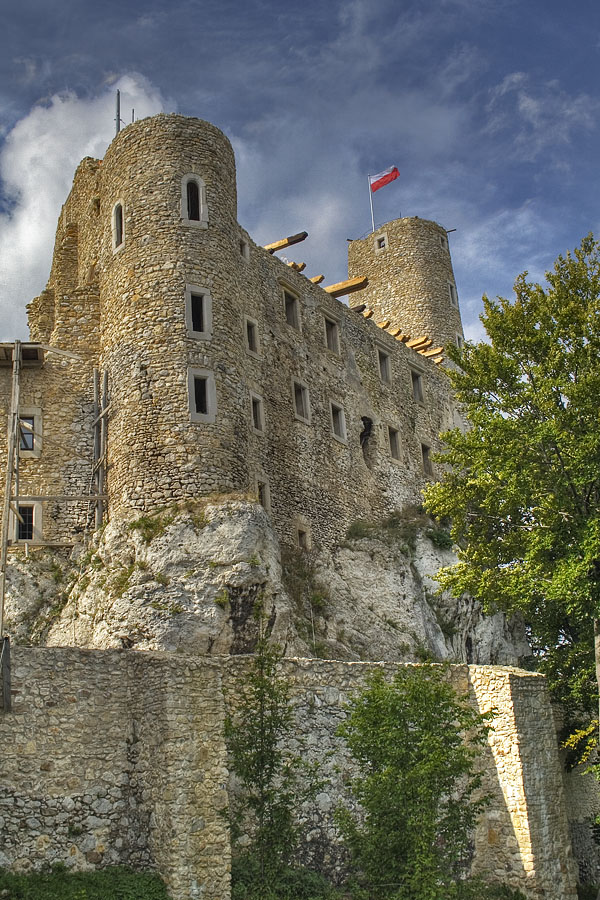
ボボリツェ城
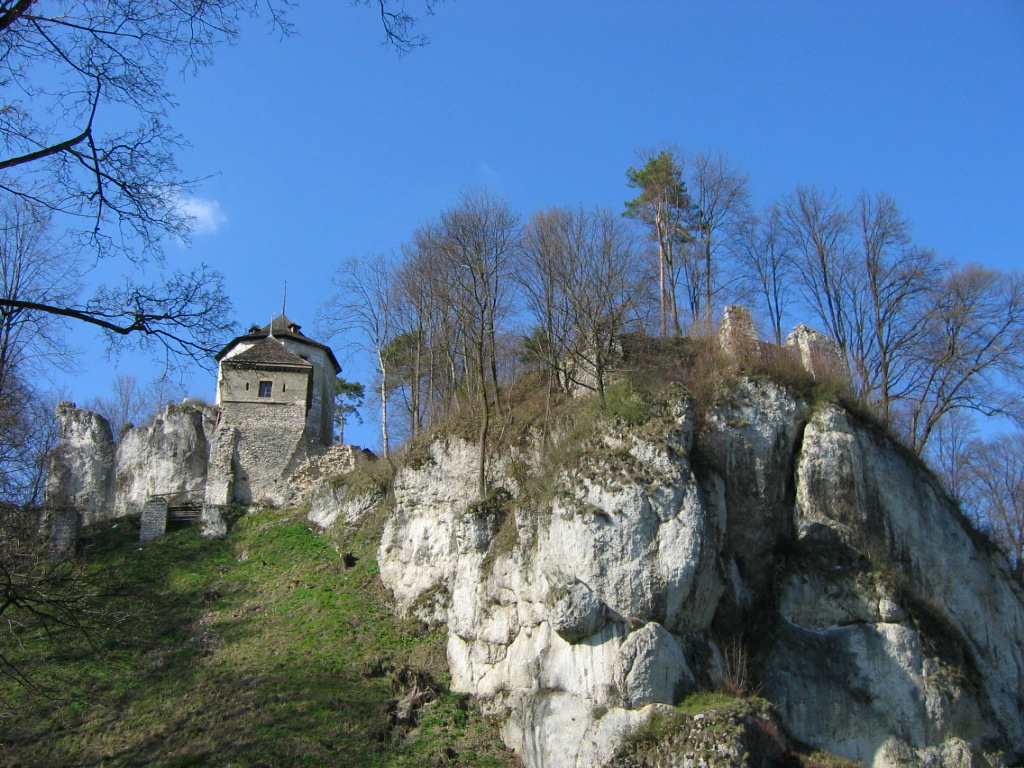
オイツフ城
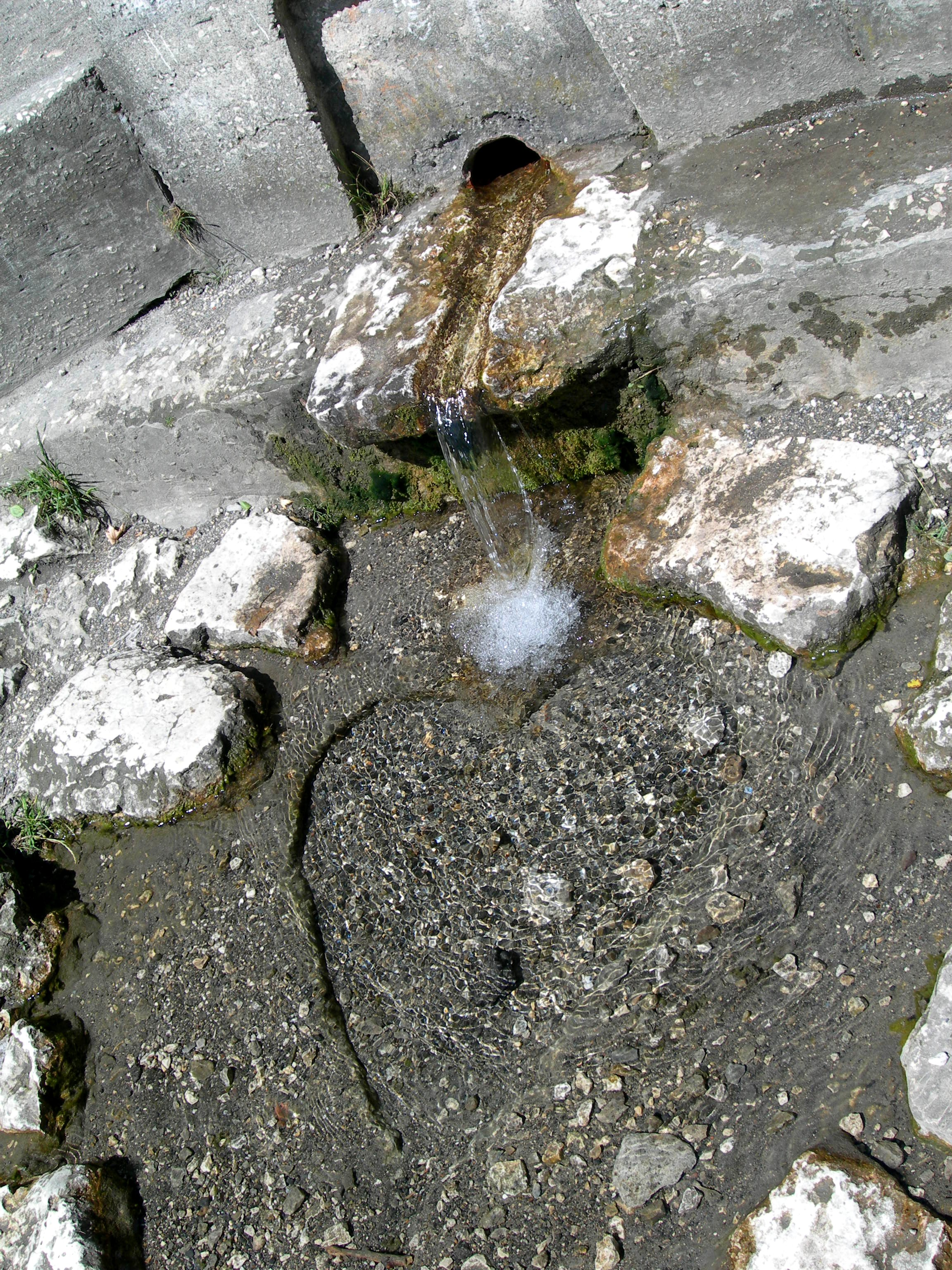
オイツフ城の「愛の泉」
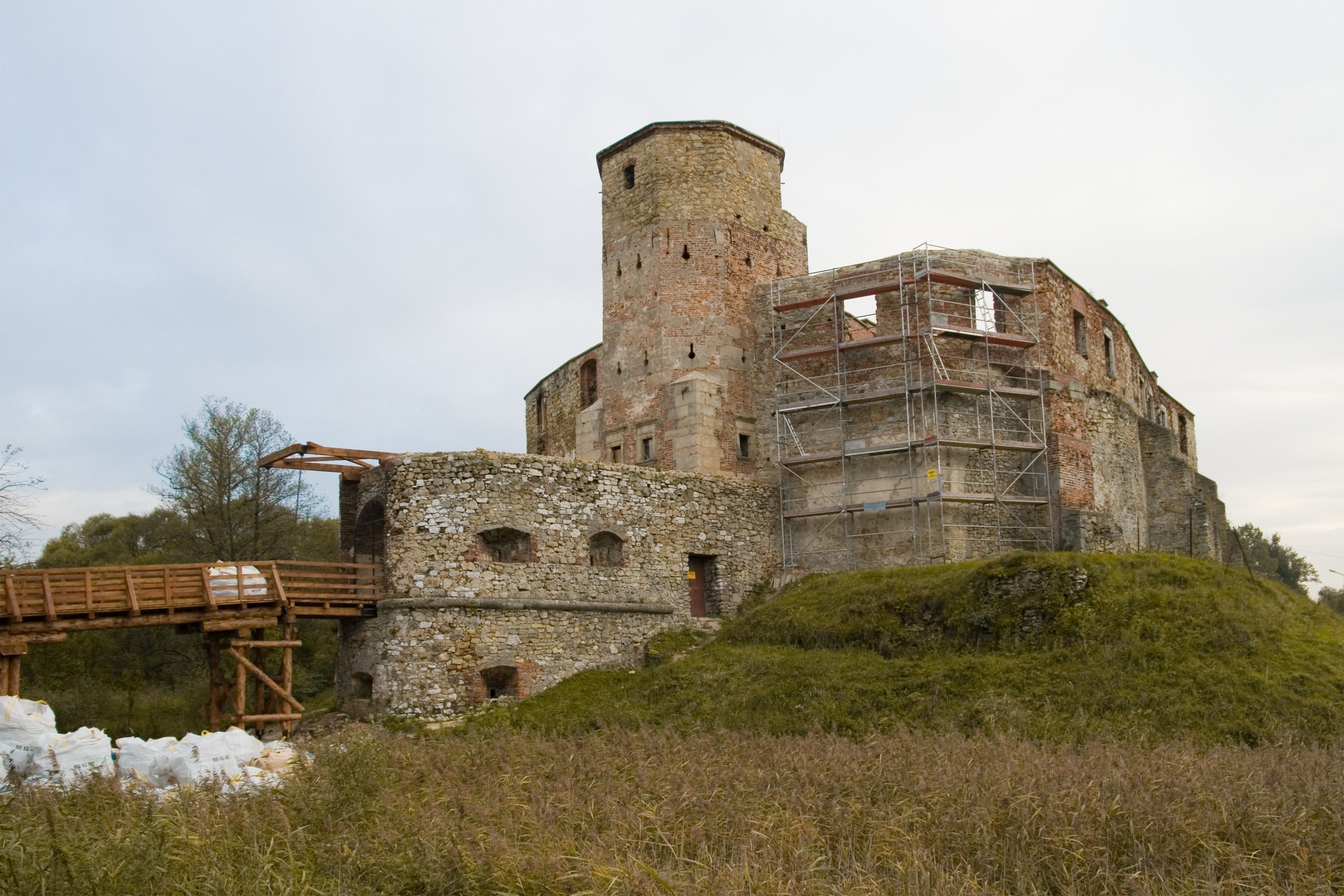
シェヴィエジュ城
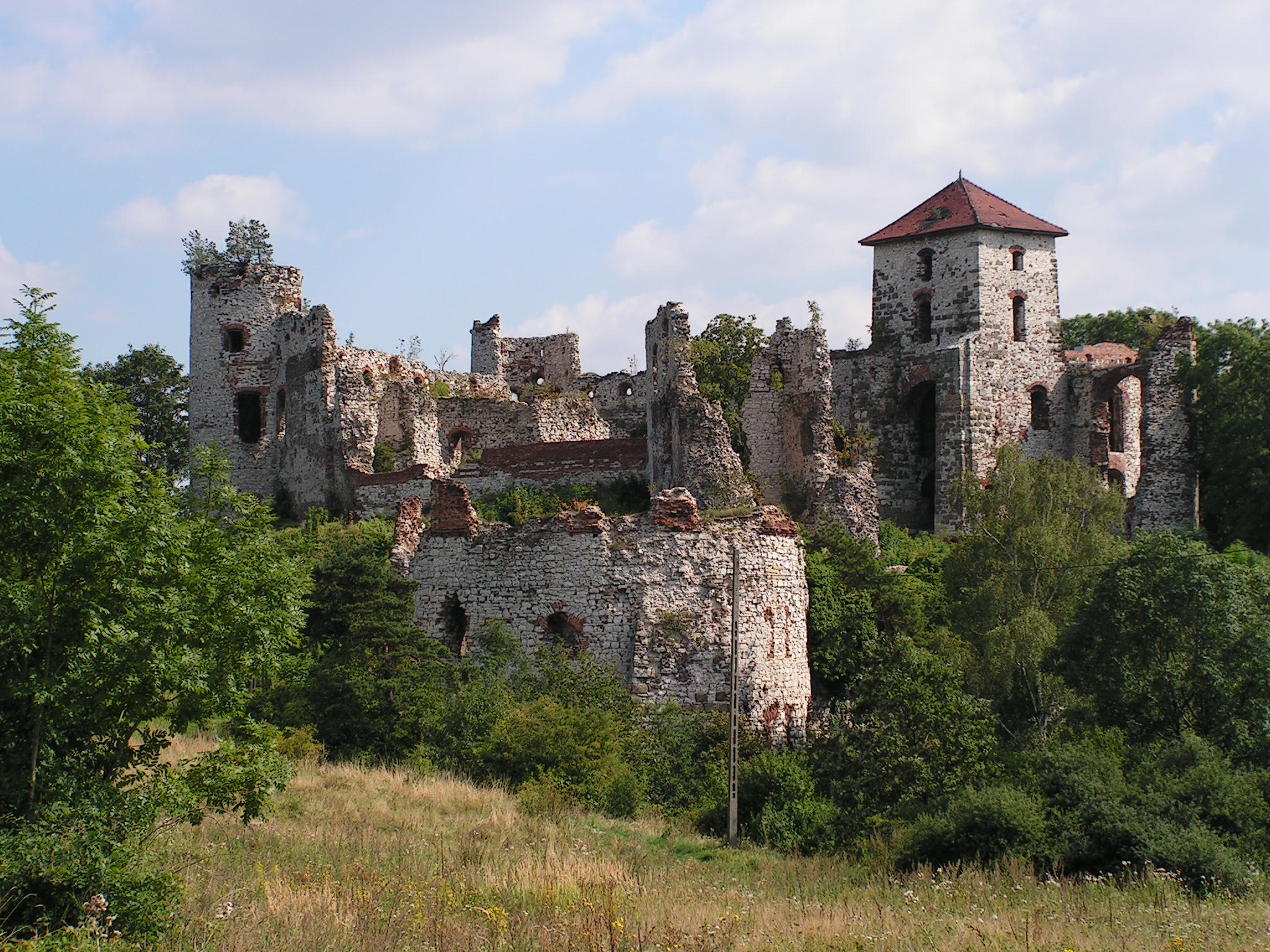
テンチン城
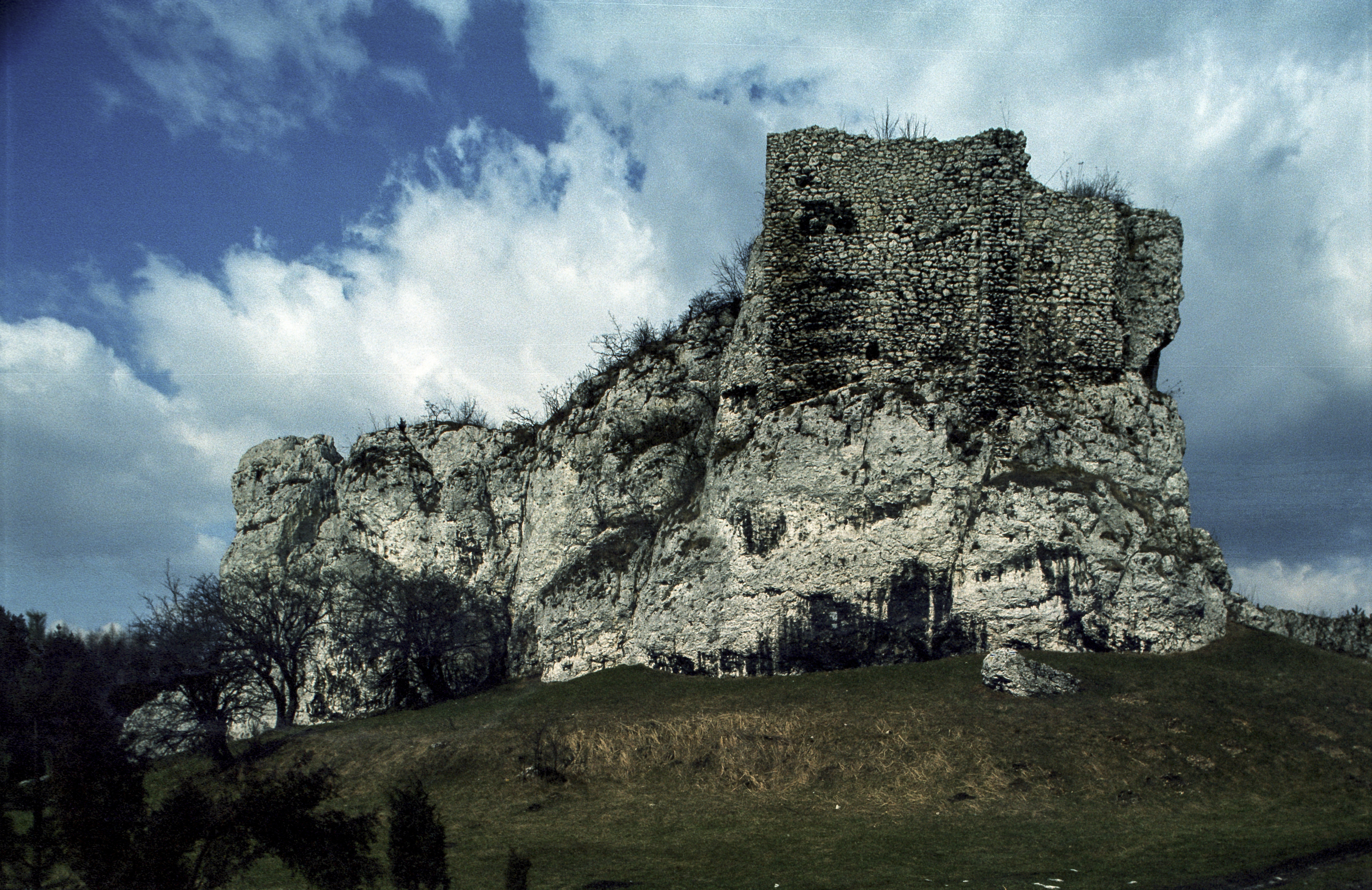
プシェヴォジショヴィツェ（Przewodziszowice）城
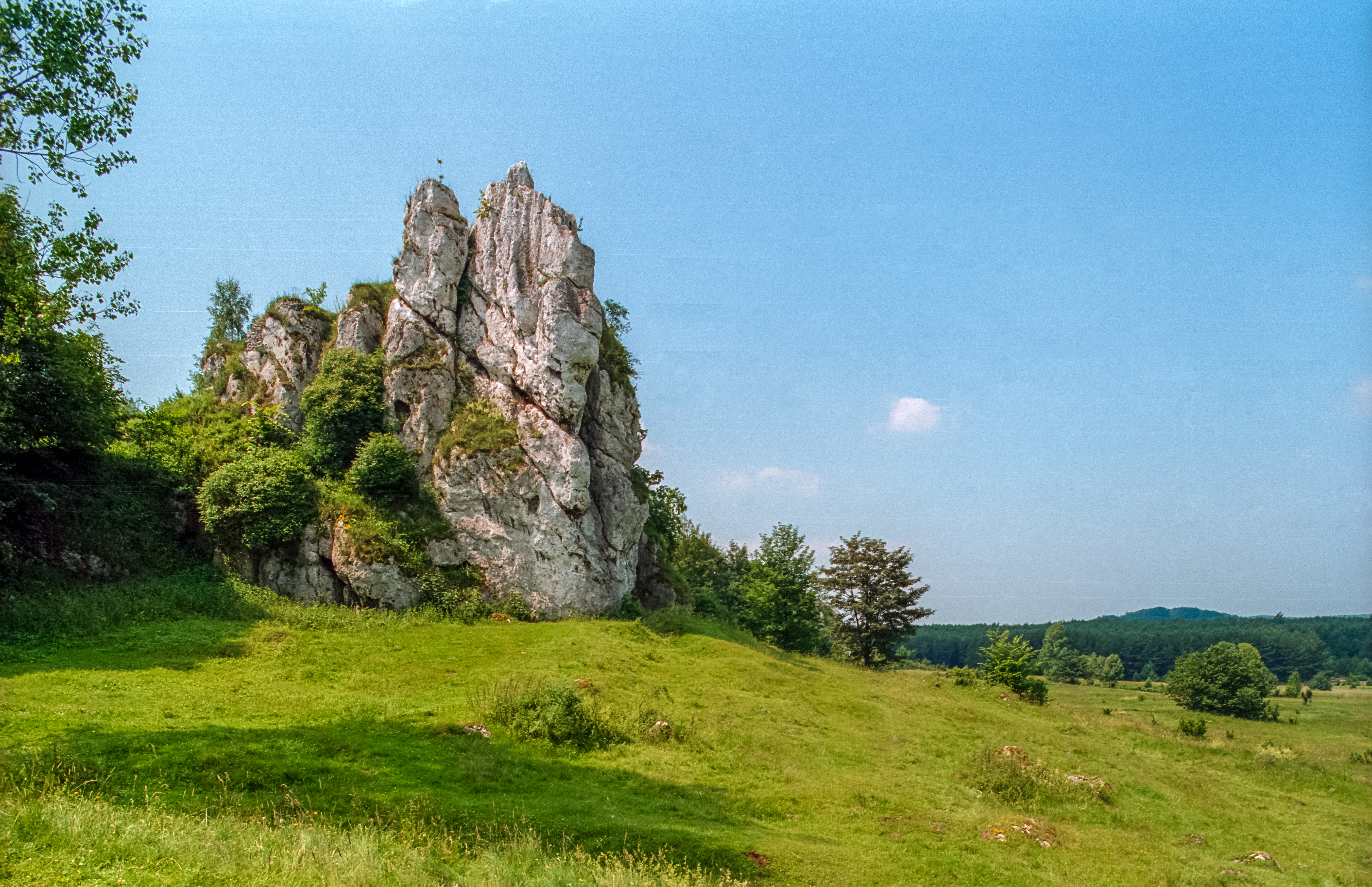
ウトヴィエツ（Łutowiec）城
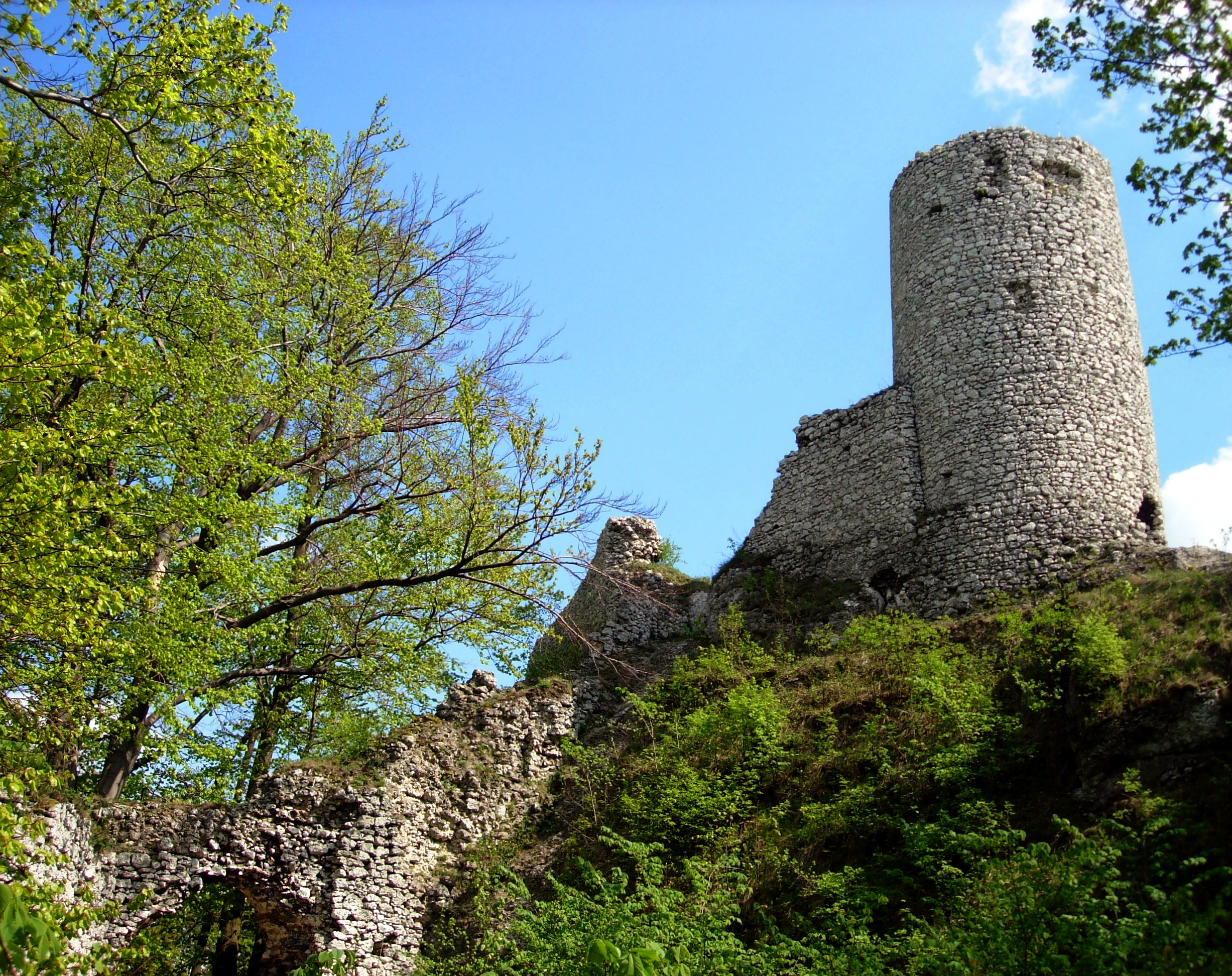
スモレン城
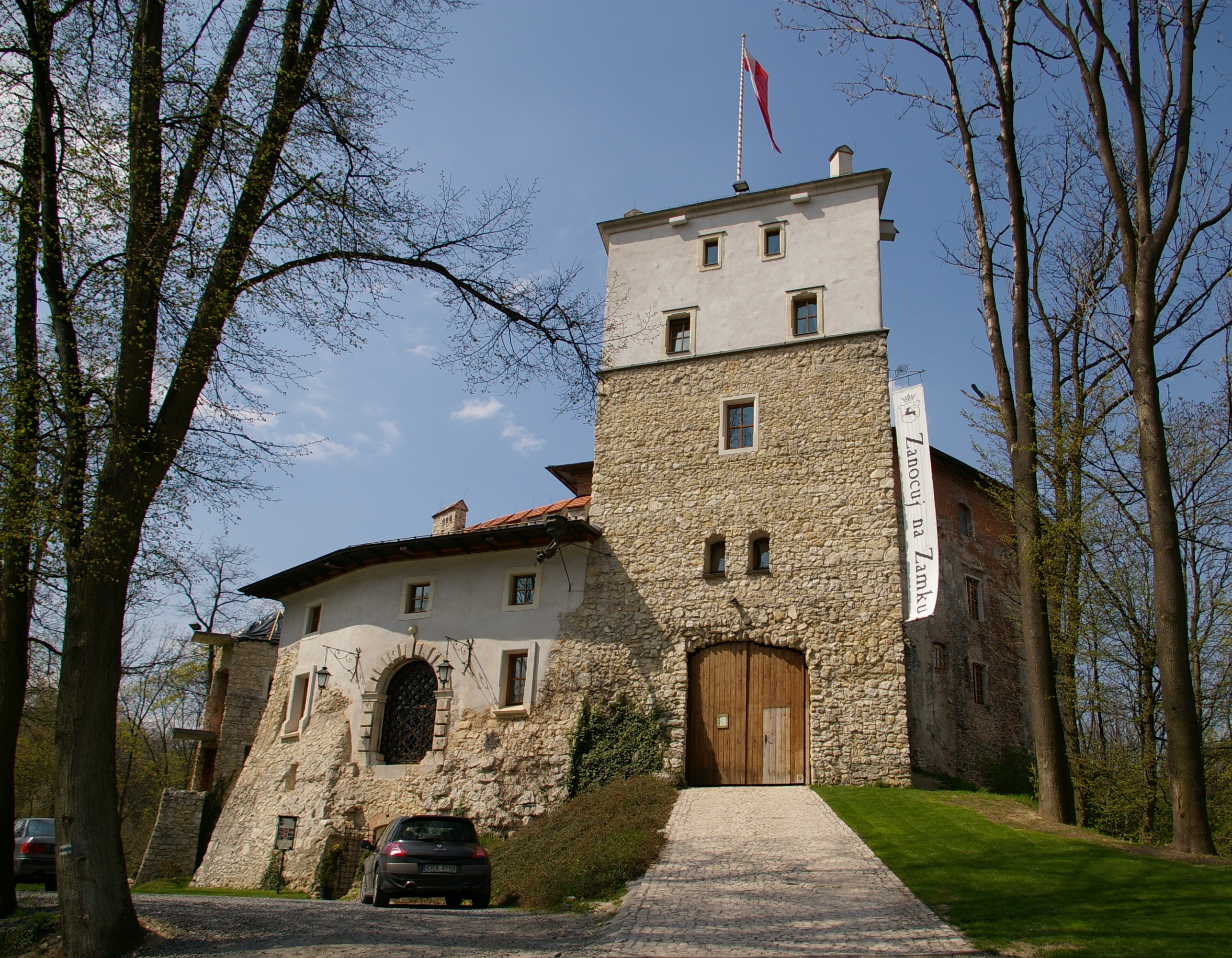
コシュキエフ城
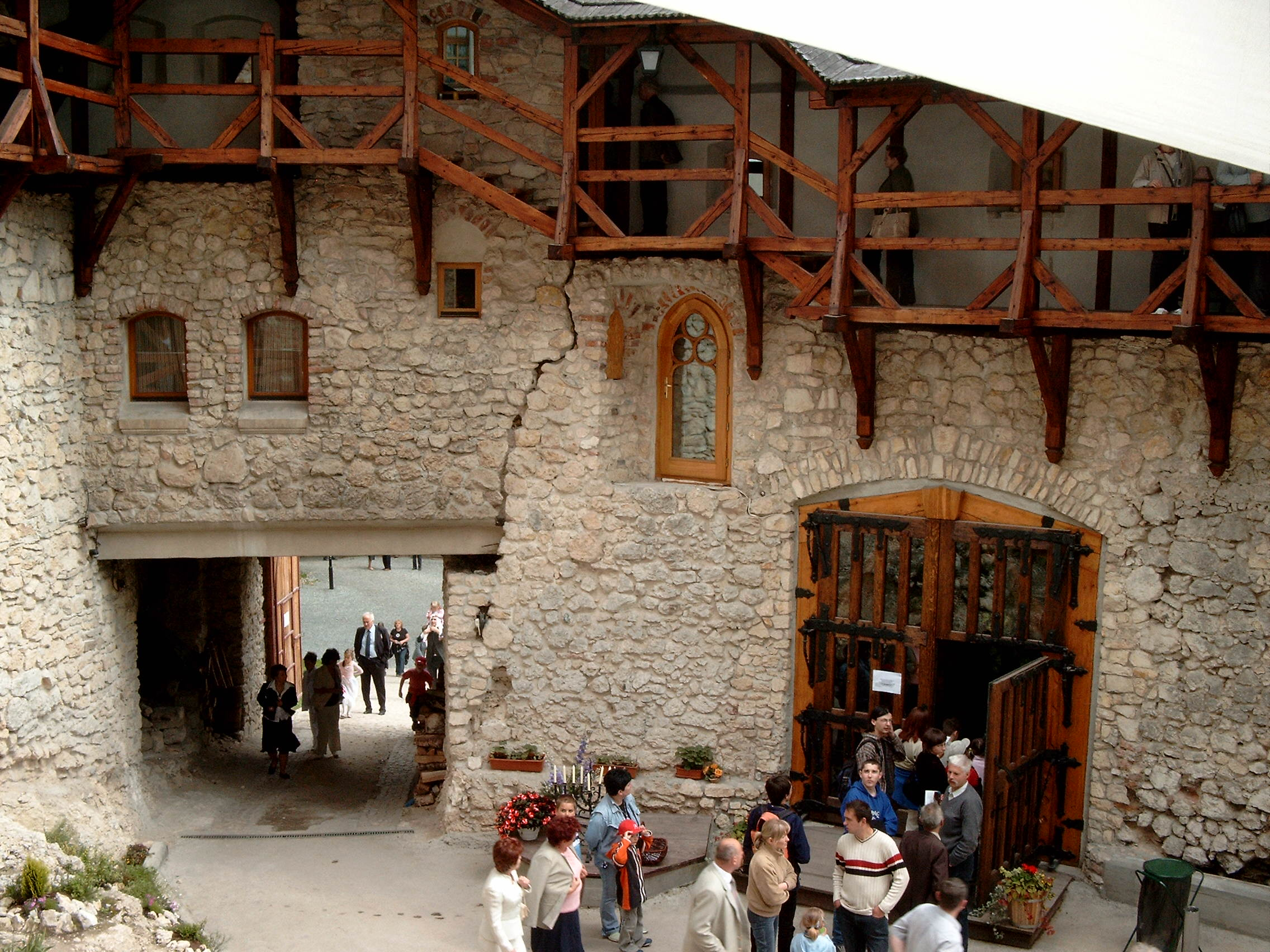
コシュキエフ城の中庭
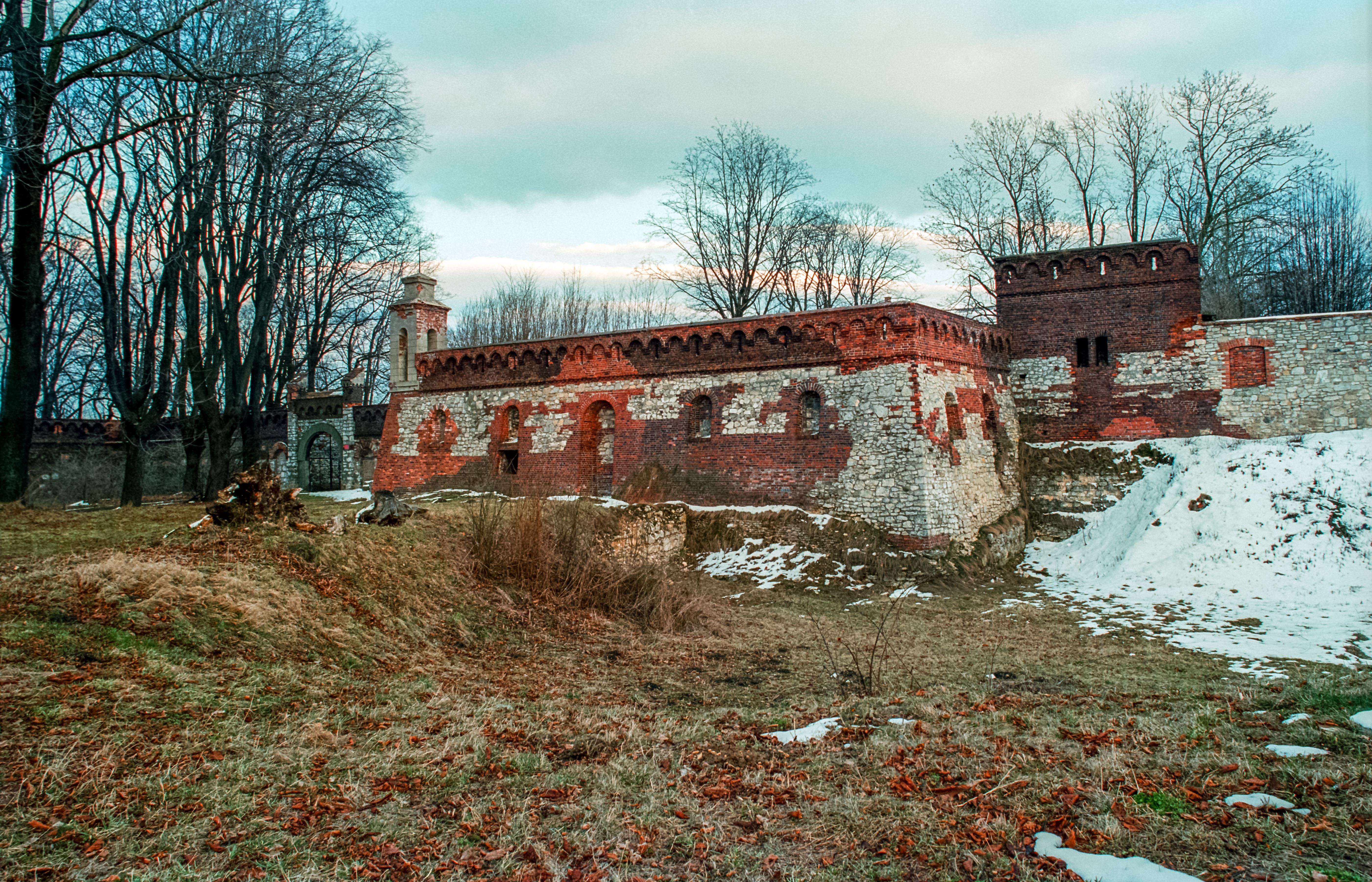
プリツァ城
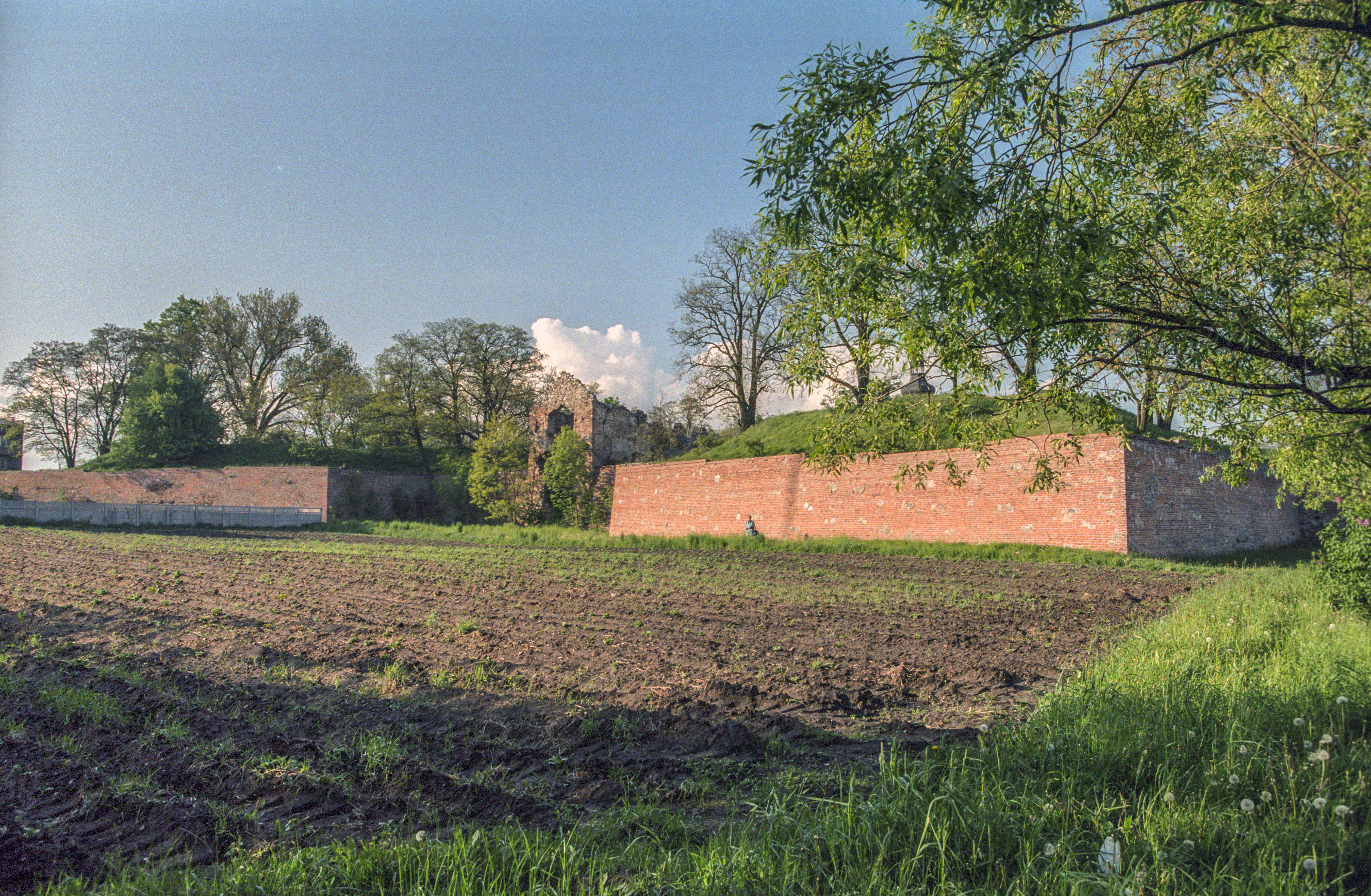
ダンクフ城
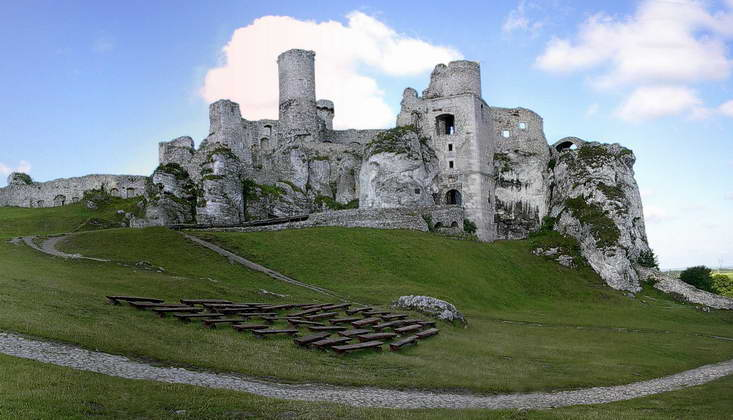
オグロジェニエツ城